# Naturschutzgebiete im Libanon
Im Libanon gibt es eine ganze Reihe von international bedeutenden Schutzgebieten, da das Land im Übergangsgebiet zwischen Kleinasien, Asien, Arabischer Halbinsel und Afrika liegt. Viel Vogelzugrouten durchqueren das Gebiet. Die Liste der Schutzgebiete soll eine systematische Aufnahme in die Enzyklopädie erleichtern.

## Schutzgebiete
- Aammiq-Sumpf (arabisch عميق, Nabaa Amiq; (Houch al Saalouk, Houch al Aammiq) Living Lebanon ⊙)
- Al-Chouf-Zedern-Naturreservat, Al Shouf Cedar Nature Reserve (arabisch محمية أرز الشوف الطبيعية, DMG Maḥmīyat Arz aš-Šūf aṭ-ṭabīʿiyya)
- Bentael-Reservat (dt. Tochter Gottes)
- Chnanir-Naturreservat (Chnanir, Keserwan-Distrikt), Eichen und Pinien-Wälder, errichtet 2010.2007, 18,430 ha
- Jabal-Moussa-Biosphären-Reservat Kesrouan, 2009, 6500 ha.
- Palm Islands Nature Reserve (Palm Island/Rabbit Island; Sanani Island, Ramkine/Fanar Island) 5 km² Seite der Stadt Tripoli.
- Qaraoun-See (arabisch بحيرة القرعون, Buḥayrat al-Qara'ūn).
- Tannourine Cedars Forest Nature Reserve in Tannourine (Homepage).
- Tyrus-Küsten-Naturreservat (Tyre Coast Nature Reserve, www.suronline.org) Ramsar-Naturschutzgebiet.
- Wadi-Al-Hujair-Naturreservat (Wadi Al Hujair Nature Reserve), bei Mardsch Uyun, Gouvernement Nabatäa. Eichen- und Valonia (Quercus macrolepis)-Wälder, errichtet 2010.
- Yammouneh-Naturreservat (Yammouneh Nature Reserve, zwischen den Bergen Makmel und Mounaytra).